# 吹田市立千里丘北小学校
吹田市立千里丘北小学校（すいたしりつ せんりおかきたしょうがっこう）は、大阪府吹田市にある公立学校。毎日放送千里丘放送センター跡地に2015年4月1日開校した。地元では「千北」（せんきた）として知られている。

## 沿革
- 2015年4月1日 - 吹田市立千里丘北小学校として開校。
- 2015年5月 - 校章制定。
- 2015年9月 - 校歌制定。

## 通学区域
- 千里丘北（ミリカ・テラス、ミリカ・ヒルズ、ミリカ・ガーデンなど）[3]

## 進学先中学校
- 卒業生は基本的に吹田市立千里丘中学校に進学する[3]

## 交通
- JR西日本 千里丘駅から北東約1.7キロメートル